# Brahian Peña
Brahian de Jesus Peña Roque (* 3. April 1994) ist ein Schweizer Hürdenläufer dominikanischer Herkunft, der sich auf die 110-Meter-Distanz spezialisiert hat und seit 2012 für die Schweiz startberechtigt ist.

## Sportliche Laufbahn und Leben
Erste internationale Erfahrungen sammelte Brahian Peña im Jahr 2012, als er bei den Juniorenweltmeisterschaften in Barcelona für die Schweiz bis in den Halbfinal gelangte und dort mit 13,90 s über die U20-Hürden ausschied. Zudem startete er auch mit der Schweizer 4-mal-100-Meter-Staffel, wurde aber im Vorlauf disqualifiziert. Im Jahr darauf gewann er bei den Junioreneuropameisterschaften in Rieti in 13,31 s die Bronzemedaille im Hürdensprint und belegte mit der Staffel in 40,26 s den sechsten Platz. 2015 belegte er bei den U23-Europameisterschaften in Tallinn in 13,90 s den fünften Platz und schied im Staffelbewerb mit 40,61 s im Vorlauf aus. 2016 scheiterte er bei den Hallenweltmeisterschaften in Portland mit 7,87 s in der ersten Runde über 60 m Hürden, und auch bei den Europameisterschaften in Amsterdam Anfang Juli schied er mit 13,98 s in der Vorrunde aus. Auch 2018 kam er bei den Europameisterschaften in Berlin mit 14,50 s nicht über den Vorlauf hinaus. 2019 schied er bei den Halleneuropameisterschaften in Glasgow mit 7,93 s im Vorlauf über 60 m Hürden aus, und anschliessend erreichte er bei den Europaspielen in Minsk nach 14,19 s Rang 14. Im Oktober wurde er bei den Militärweltspielen in Wuhan in 14,08 s Sechster. 2021 erreichte er bei den Halleneuropameisterschaften in Toruń den Halbfinal und schied dort mit 7,87 s aus.
In den Jahren 2015 und 2016 wurde Peña Schweizer Hallenmeister im 60-Meter-Hürdenlauf.

## Persönliche Bestleistungen
- 110 m Hürden: 13,73 s (+1,7 m/s), 27. Mai 2017 in Weinheim
  - 60 m Hürden (Halle): 7,70 s, 28. Februar 2016 in St. Gallen